# Lapis András

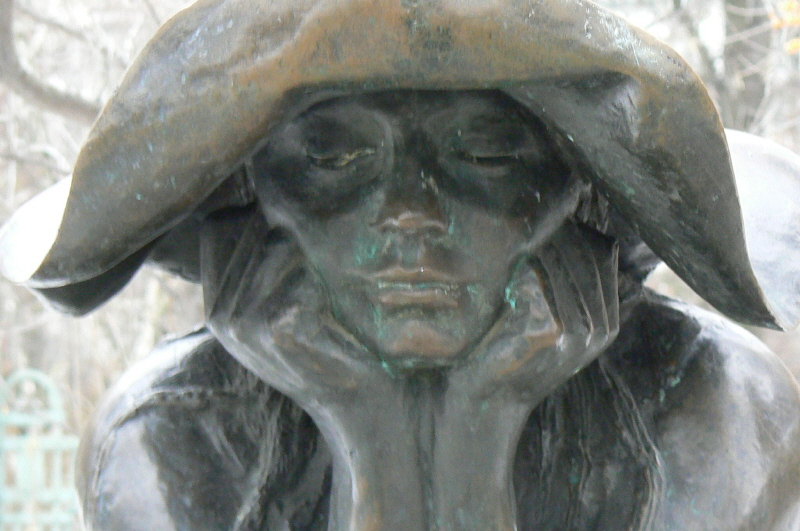
Kalap alatt című szobra, 1992. az első nagyméretű köztéri szobra

Lapis András (Kecskemét, 1942. december 8. –)  magyar szobrász és grafikus (éremművész).

## Életpályája
1974-ben  szerzett diplomát a Magyar Képzőművészeti Főiskola szobrász szakán. Mestere Szabó Iván volt. A szobrászat minden műfajában alkot, főként kisplasztikával és éremművészettel foglalkozik. Tagja a Magyar Képzőművészek és Iparművészek Szövetségének, a Magyar Alkotóművészek Országos Egyesületének, Reklámgrafikusok Kamarájának,  Magyar Éremgyűjtők Egyesületének, a Magyar Numizmatikai Társaságnak, a SZÖG-ART Művészeti Egyesületnek, és az Art Diagonal Művészeti Egyesületének.

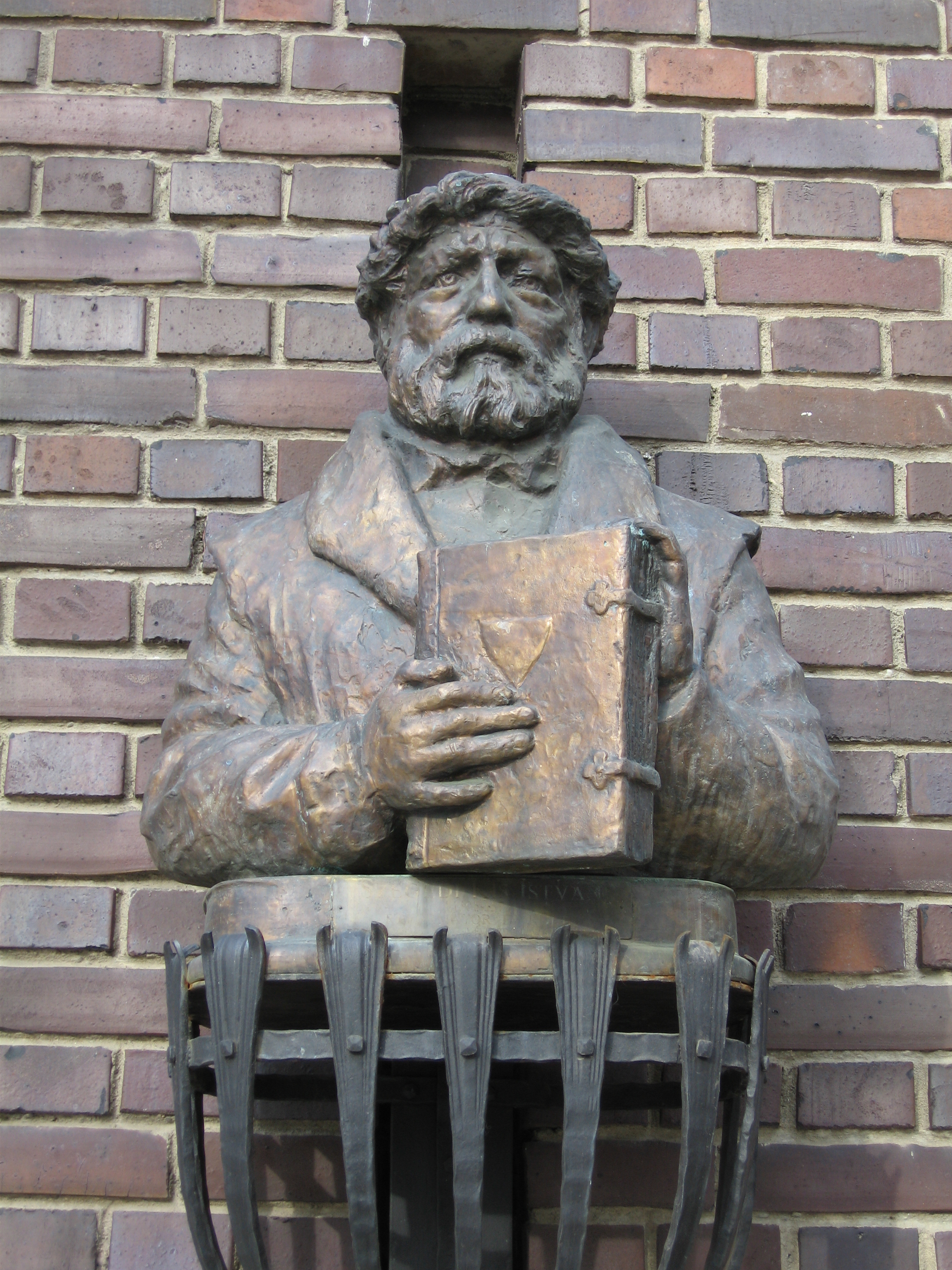
Szegedi Kis István, Szeged, 2002.

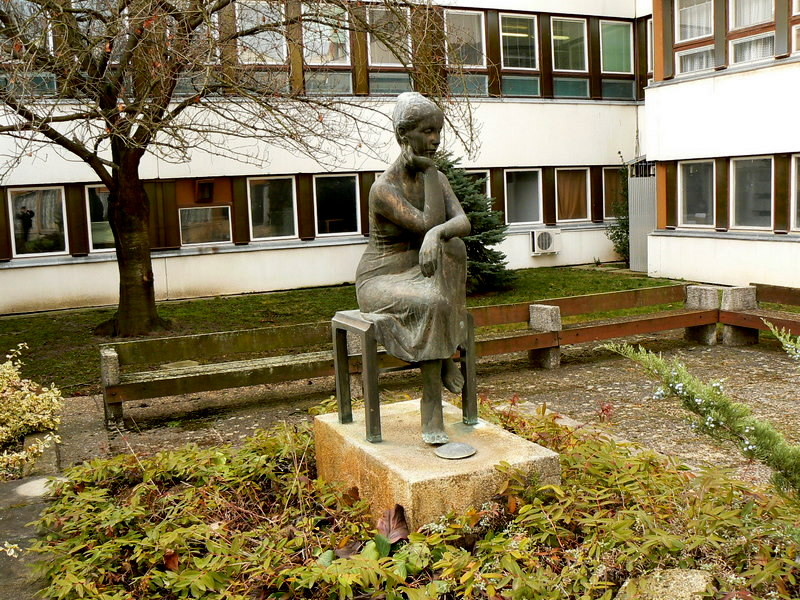
Merengő szobra, Szeged, 1984.

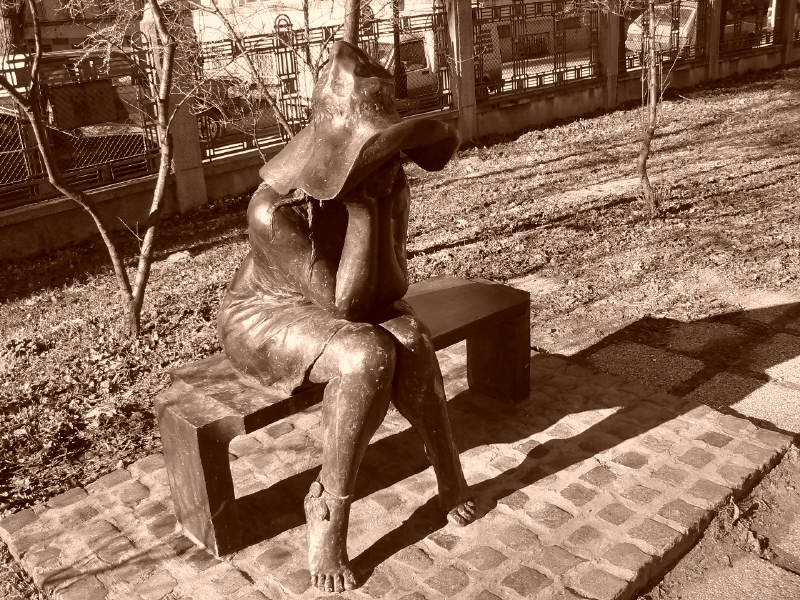
Kalap alatt, Szeged, 1992.

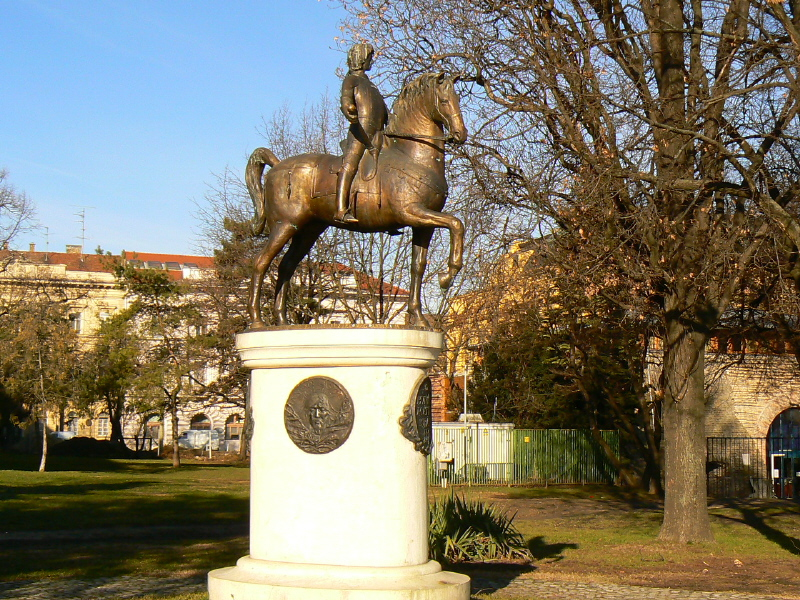
A Hunyadiak, Szeged, 2001.

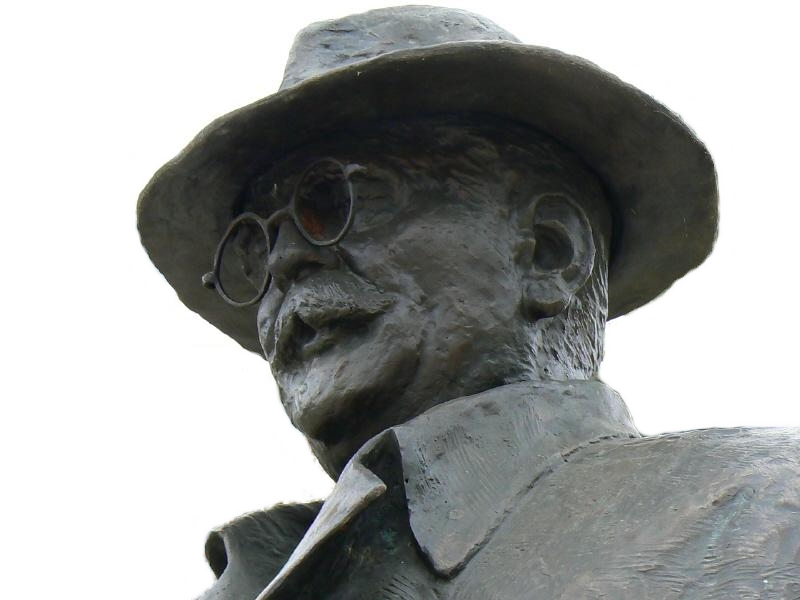
Nagy Imre (részlet), Szeged, 2003.

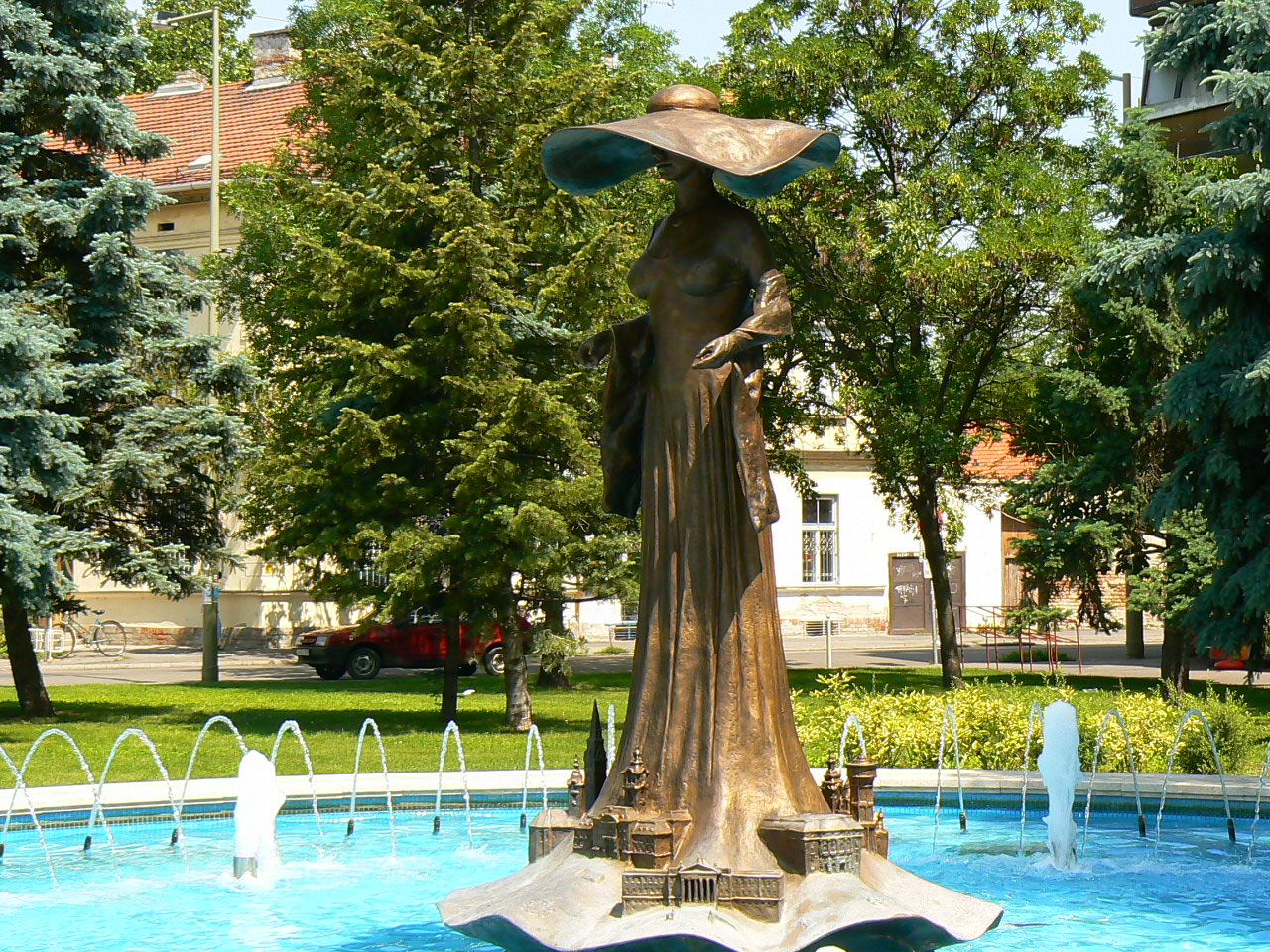
Szeged Múzsája, Szeged, 2007.

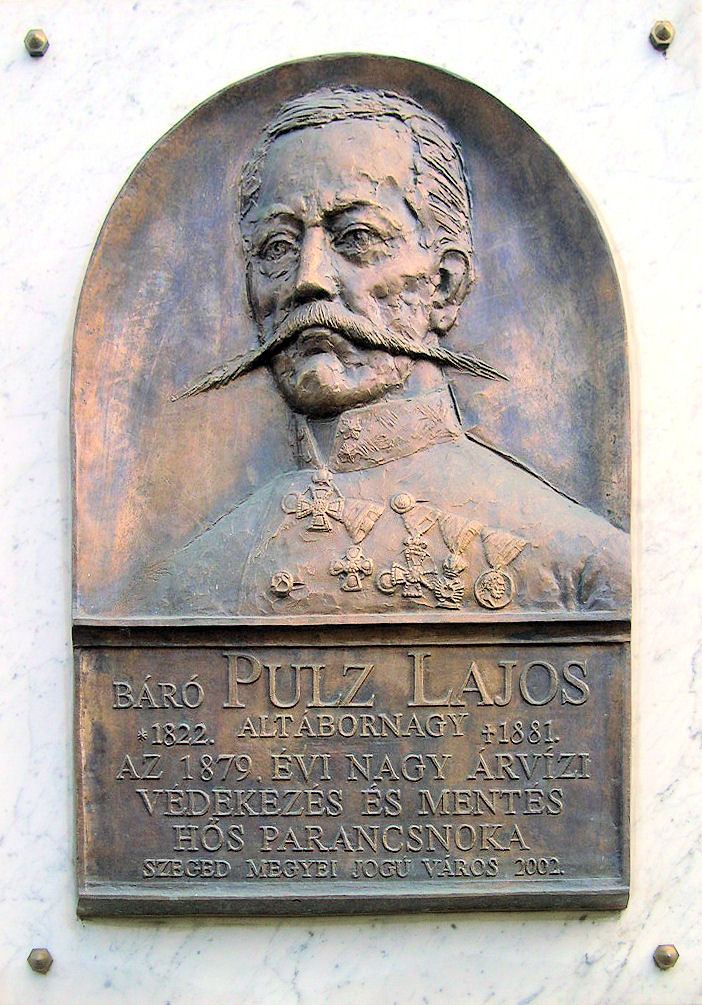
Pulz Lajos, Szeged, 2002.

## Kiállításai

### Önálló kiállításai (válogatás)
- 1975 Szeged, Móra Ferenc Múzeum
- 1979 Szabadka, Városi galéria
- 1980 Szeged
- 1980 Székesfehérvár
- 1991 München
- 2000 Zlatá Koruna
- 2020 Szeged, Wagner Udvar

## Csoportos kiállításai (válogatás)
- 1977 XVII. FIDEM Kongresszus Nemzetközi Éremkiállítás, Magyar Nemzeti Galéria, Budapest
- 1977 Nyári Tárlat, Szeged
- 1977 24. Hódmezővásárhelyi Őszi Tárlat, Tornyai János Múzeum
- 1997 44. Hódmezővásárhely Őszi Tárlat

- 1986 Szeged képzőművészete, Móra Ferenc Múzeum Képtára, Szeged
- 1994 Stuttgart
- 1997 Szög-Art és barátai, Heilbronn

## Köztéri munkái (válogatás)

### Szobrok
- 1977 Odessza emlékmű, Szeged
- 1978 Obermayer Ernő, mellszobor, Szeged
- 1979 Generációk, dombormű, Makó
- 1981 Dózsa György, emlékmű, Nagylak
- 1984 Ivánovics György, dombormű, Szeged
- 1984 Merengő, szobor, Szeged
- 1984 Székács Elemér, portré, Szeged
- 1989 Széchenyi István, dombormű, Szeged
- 1992 Kalap alatt, szobor felállítása (1975-ben készült)
- 1997 A városalapító IV. Béla, dombormű, Szeged
- 1998 Návay Tamás-szobor, Makó
- 1998 Klauzál Gábor, dombormű, Szeged
- 1998 A szabad királyi város címerei, dombormű, Szeged
- 1999 Szeged 1719. évi címere, dombormű, Szeged
- 2000 Szent Rita, szobor, Szeged
- 2001 A Hunyadiak, szobor, bronz, Szeged
- 2002 Szegedi Kis István, portré, bronz, Szeged
- 2003 Nagy Imre, szobor, bronz, Szeged
- 2006 Szeged Múzsája, szobor, Szeged
- 2008 Abádi Benedek, portré, bronz, Szeged
- 2012 Lili a pezsgő hercegnője, szobor, Troyes
- 2018 Fiatal Zarándoklány, szobor, Le Puy-en-Velay

### Emléktáblák
- 1993 Vaszy Viktor, szöveges emléktábla, bronz, Szeged
- 1993 Vántus István, szöveges emléktábla, bronz, Szeged
- 1994 Bereck Péter, szöveges emléktábla, Szeged
- 1998 Szeghy Endre, szöveges emléktábla, Szeged
- 1999 Durkó Zsolt, szöveges emléktábla, bronz, Szeged
- 2002 Pulz Lajos, emléktábla, dombormű, bronz, Szeged
- 2002 Kardos Pál, szöveges emléktábla, bronz, Szeged
- 2003 Dankó emléktábla, öntött bronz, Szatymaz

## Díjai, elismerései
- 1976 Szegedi nyári tárlat, Nagydíj
- 1976-79 Derkovits Gyula képzőművészeti ösztöndíj
- 1977 Ady Pályázat fődíja
- 1987 SZOT-ösztöndíj

## Érmei, kisplasztikái, grafikái (válogatás)
- Halmazállapot változás (plakett)
- Petőfi Sándor (szétnyitható plakett, 4 oldalas)
- Herman Ottó (plakett)
- Szegedért Alapítvány (kisplasztika)
- Fertődi kapu (plakett)
- Fiat 100 (plakett)
- Klauzál Gábor-Radnóti Miklós (vert-érem)
- Csillogó sörényű lovak  (plakett, vert-érem)
- Lóvasút (vert-érem)
- Diocletianus (plakett, vert-érem)
- Szeged (plakett, vert-érem)
- Ex Libris 1971 (pontozásos rézkarc)
- Az idő 1971 (rézkarc)
- Fejvas 1971 (rézkarc)
- Napvirágszemű 1971 (rézkarc)
- Virágszemű 1971 (rézkarc)
- Az ördög sarkantyúja 1971 (tusrajz)
- Szeged 1972 (rézkarc)
- Nap Szeged 1972 (pontozásos rérkarc)
- Szegényember 1972 (rézkarc)
- Generációk 1972 (pontozásos rézkarc)
- Szeged 1972 (rézkarc)
- Szeged 1972 (pontozásos rézkarc)
- SzemOrrSzáj 1972 (ceruza)
- Önarckép 1972 (ceruza)
- Plakát 1975 (szénrajz)